# Yoshiyuki Hasegawa
Yoshiyuki Hasegawa (n. 11 februarie 1969) este un fost fotbalist japonez.

## Statistici
| Japonia | Japonia | Japonia |
| An      | Meciuri | Goluri  |
| ------- | ------- | ------- |
| 1995    | 4       | 0       |
| 1996    | 2       | 0       |
| Total   | 6       | 0       |